# Beringraja
Beringraja is een geslacht uit de familie Rajidae, orde Rajiformes.

## Soortenlijst
- Beringraja binoculata (Girard, 1855) – Grote rog
- Beringraja pulchra (Liu, 1932) – Geaderde rog